# Kaple Panny Marie Bolestné a svatého Kříže (Český Krumlov)
Kaple Panny Marie Bolestné a svatého Kříže byla na Křížové hoře v Českém Krumlově postavena v roce 1710. Jde o kulturní památku České republiky, jež duchovní správou spadá pod českokrumlovskou faru.

## Historie a popis
Název Křížové hory má dvě možná vysvětlení. Váže se buď k měděnému kříži umístěnému měšťany na jeho vrcholku, anebo ke španělskému kříži dřevěnému obsahujícímu částečku ze svatého Kříže z poloviny 17. století, jejž tam umístil jezuitský kazatel Michal Koppe. Z vrcholu kopce o výšce 623 m situovaného v městské části Horní Brána měly oba kříže město chránit před nepříznivým počasím a případnými živelními pohromami.
Záznamy uvádějí v roce 1701 pokácení stromu na opravu dřevěného kříže, jehož dřeva zbylo dost i na postavení malé kapličky. Na kopci již v té době začala vznikat křížová cesta, jež dnes tvoří nedílnou součást poutního místa. Dřevěnou kapli už v roce 1709 nahradila kaple zděná zasvěcená Panně Marii Bolestné, kterou projektoval Jan Dominik Spazzi. Vrchol kaple je tvořen lucernou s makovicí a patriarším křížem.
Kaple byla vysvěcena v roce 1710 a protože bylo jasné, že stavba není dostatečně velká, rozhodl Jan Kristián I. z Eggenberku v témže roce o výstavbě oktagonálního ambitu. Ochoz byl dokončen až 16 let po smrti knížete v roce 1726. U kaple se dochovala kamenná Kalvárie od Jana Ferdinanda Rapotze z roku 1732, jež původně stála před severním portikem. Rozšířena byla také křížová cesta; mezi roky 1740 a 1755 vzniklo šest zcela nových kaplí, malovaných Františkem Jakubem Prokyšem.
Kaple byla v roce 1787 zrušena a prodána v dražbě, po nákladné obnově 1850 však chátrala a poutní místo dala obnovit až v letech 1929–33 Terezie Schwarzenberková. Za dob socialismu kaple zchátrala. Znovu byla kaple renovována v letech 1990–1991.

### Současnost
Od roku 2016 je poutní areál opět přístupný veřejnosti, a to v odpoledních hodinách o víkendech a svátcích. Vstupné dobrovolné. Příchozím nabízí už během cesty po modře značené turistické trase také výhled na níže položené město. Kolem svátku Povýšení sv. Kříže 14. září se v kapli pravidelně koná mše. V roce 2019 byl po mnoha desítkách let tento den použit nový zvon, na nějž se složila veřejná sbírka s finanční pomocí města. Zvoní pravidelně třikrát denně a jednou navíc v pátek v 15:00 hodin. Na Křížové hoře jde o v pořadí třetí zvon po dvou předchozích, zabavených pro válečné účely.

## Galerie

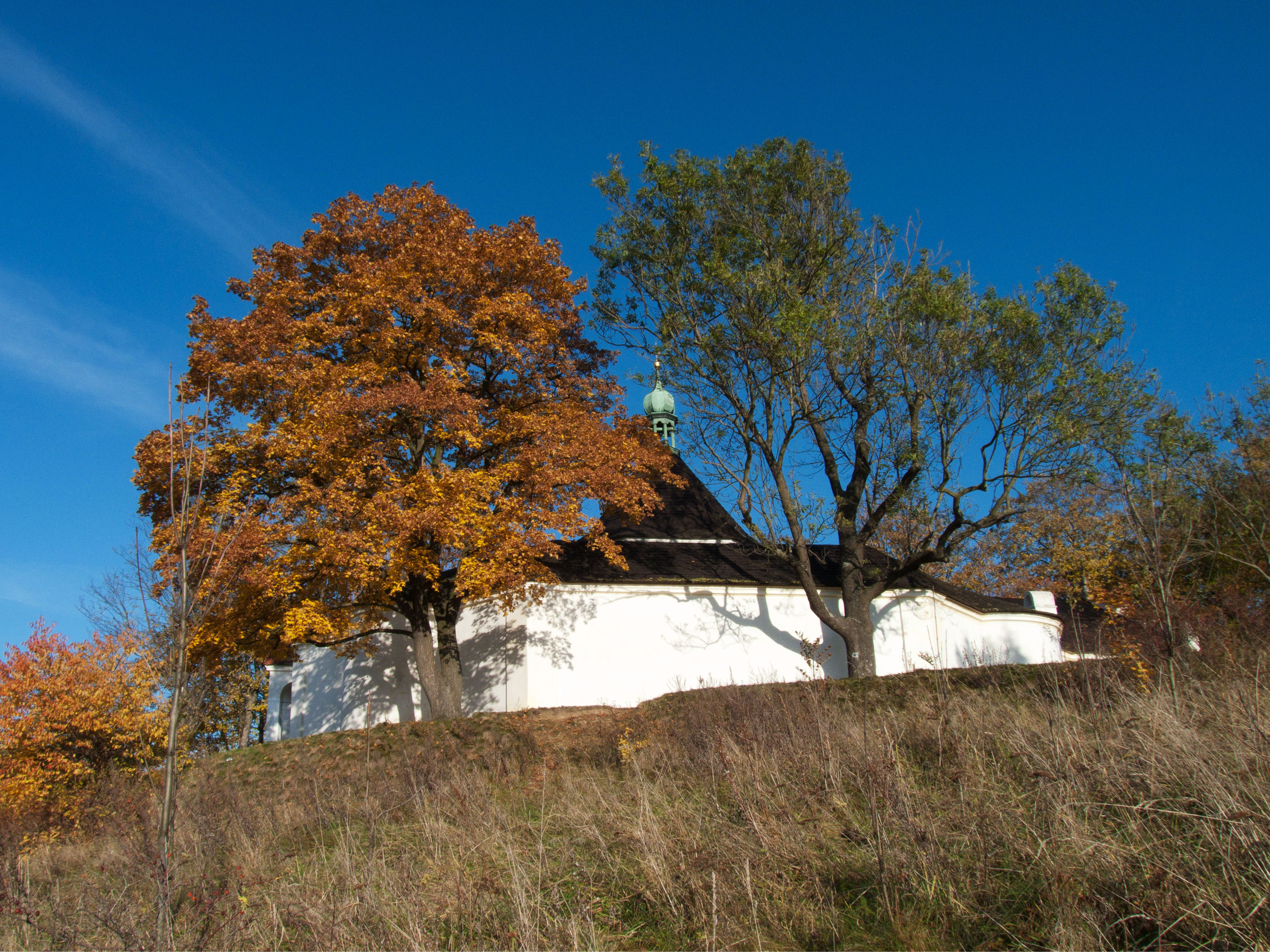
Celkový pohled na poutní areál
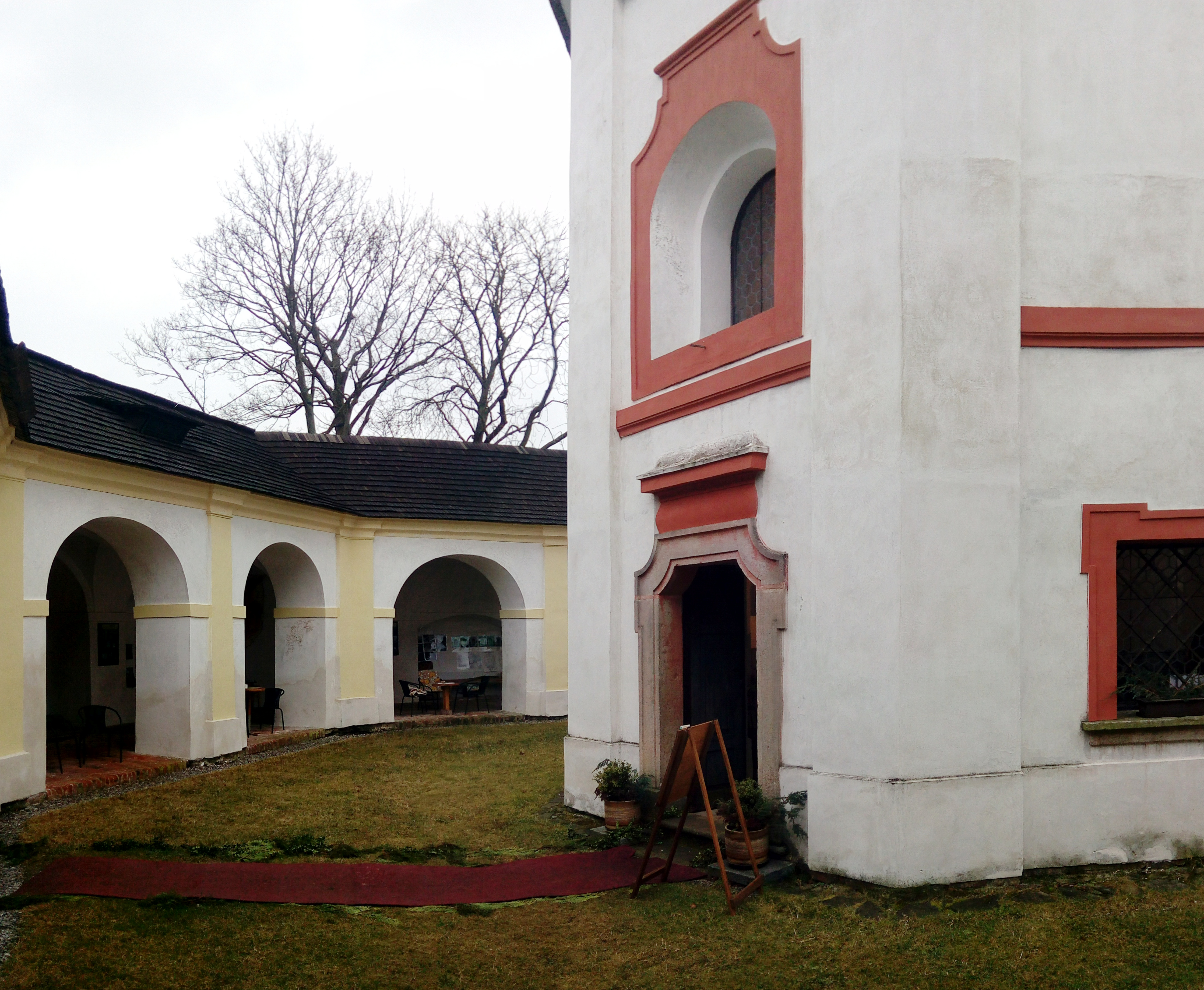
Ambit a vstup do kaple
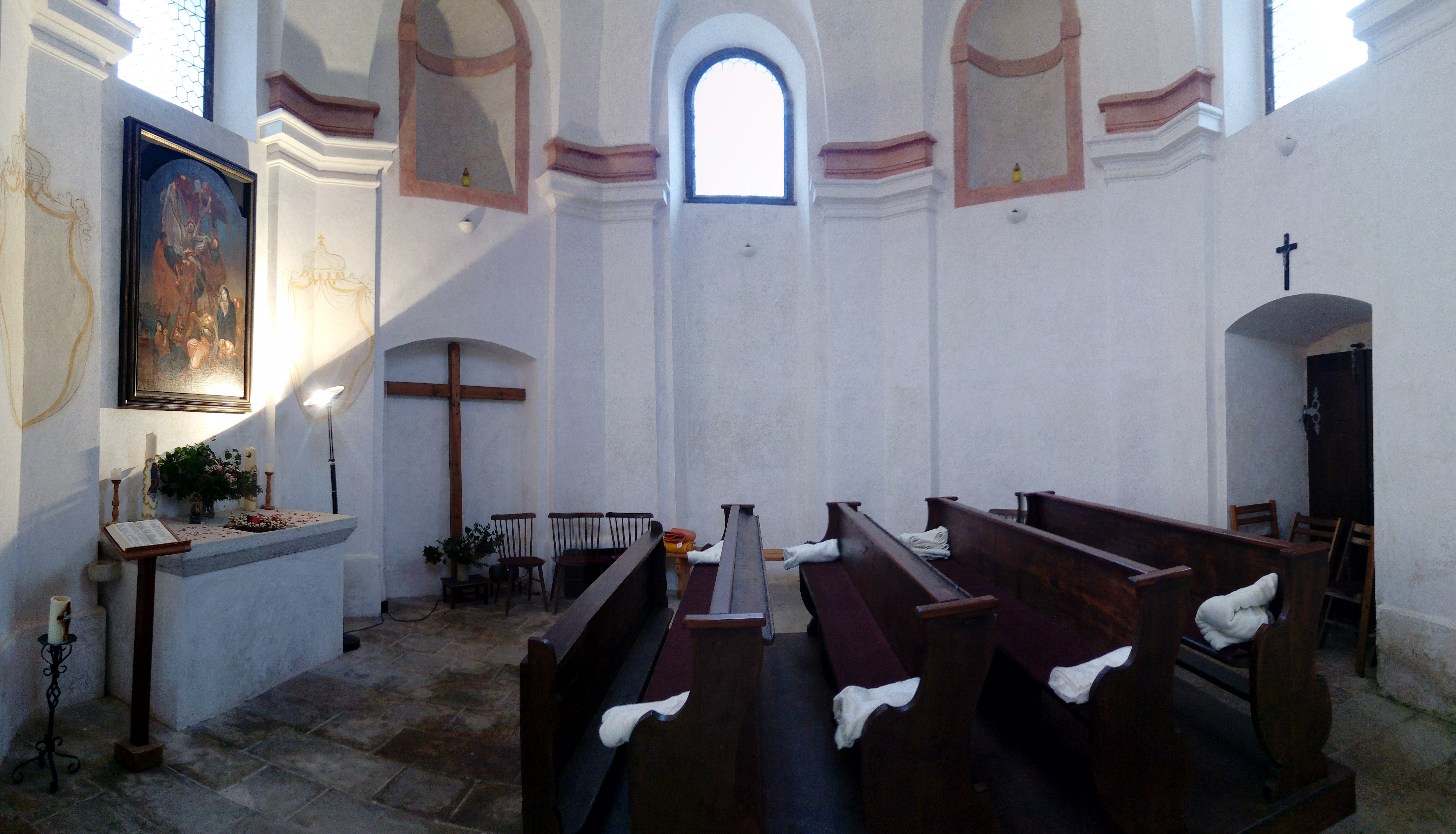
Interiér kaple
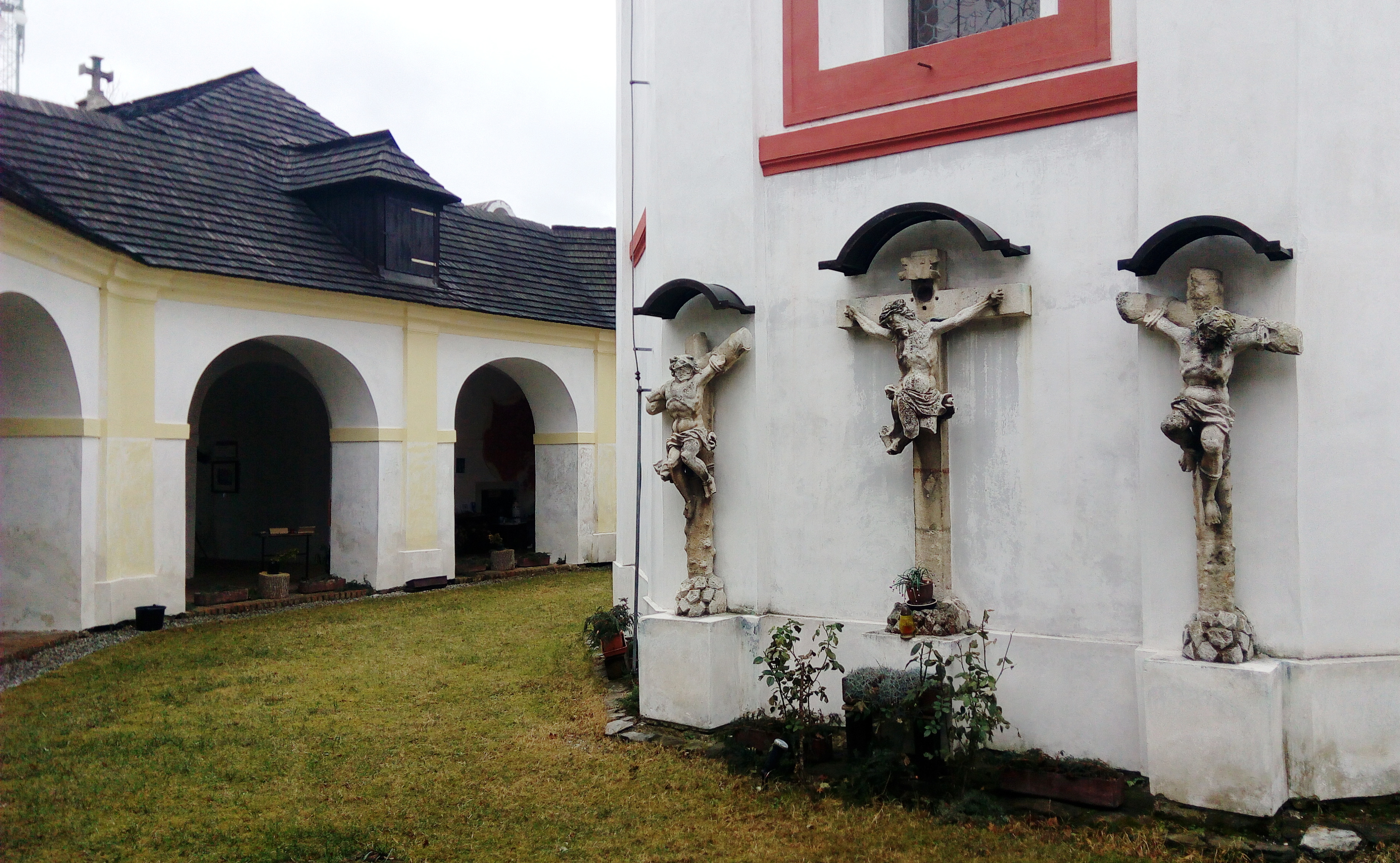
Galerie v ambitu
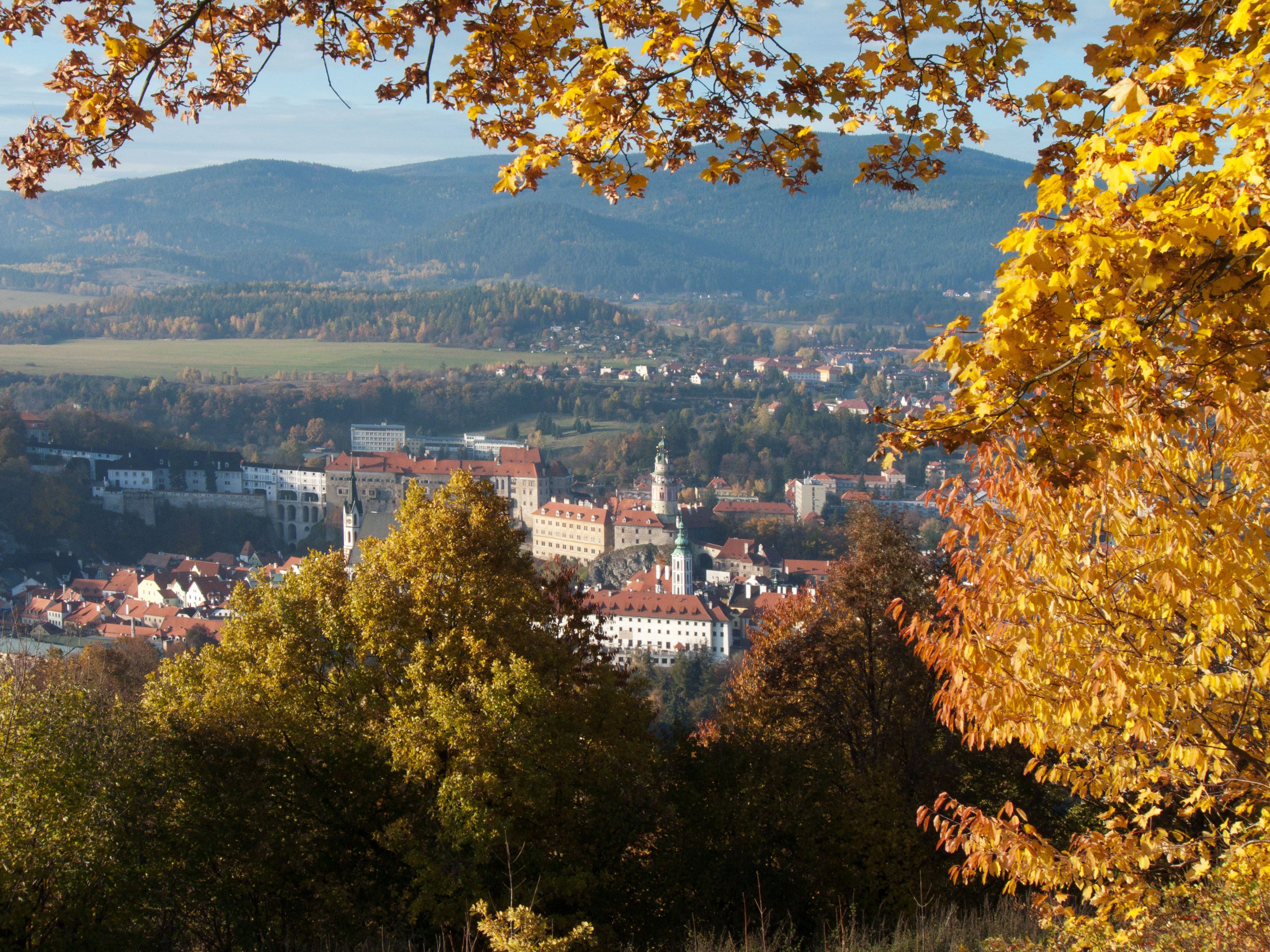
Výhled na město od kaple
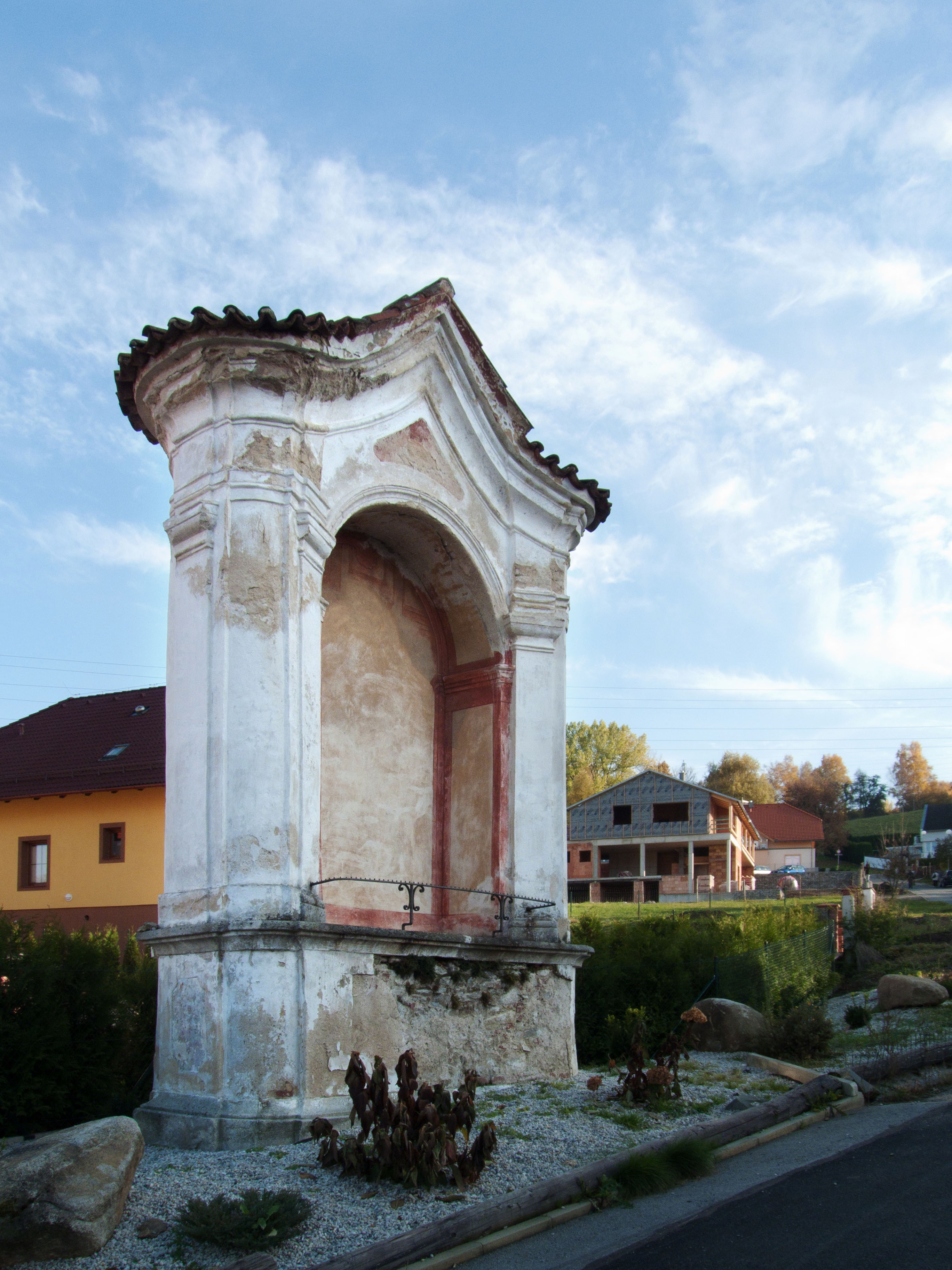
Jedno ze šesti novějších zastavení křížové cesty